# Rafael Farina
Rafael Antonio Salazar Motos (né le 2 juin 1923), plus connu sous le nom de Rafael Farina (Rafael Salazar pour son travail de composition), est un chanteur espagnol de copla et de flamenco. Sa petite-fille est la chanteuse pop Tamara,,,.

## Biographie
Rafael Farina est né à Martinamor, dans une famille gitane. Son père, Antonio Salazar Motos, était marchand de bétail, à Alba de Tormes, Martinamor, et sa mère était Jesusa Motos. Rafael commence sa carrière à l'âge de six ans en chantant dans les bars du Barrio Chino de Salamanque, accompagné de son frère aîné, Rafael Salazar Motos, Calderas de Salamanque, également chanteur. En 1949, il acquiert une certaine notoriété en participant à un hommage à Juanito Mojama. Auparavant, il s'était produit à El Colmao. Après avoir rejoint la compagnie de Concha Piquer, il a pu partir en tournée à travers l'Espagne et l'Amérique. En 1952, il participe à la reprise de la pièce La copla andaluza au théâtre Pavón de Madrid. En 1956, il réussit à créer son propre spectacle et, en 1968, il travaille avec Lola Flores à l'Arte Español,.

## Filmographie
Farina a joué dans six films espagnols et argentins :
- Café cantante (1951) avec Imperio Argentina
- Aventura para dos (1958), avec Carmen Sevilla
- La copla andaluza (1959)
- Café de chinitas (1960), avec Antonio Molina
- Puente de coplas (1965), aussi avec Antonio Molina
- El milagro del cante (1967), avec El Príncipe Gitano, Luis Sánchez Polack
- Canciones de nuestra vida (1975)

## Discographie
- Mi Salamanca
- Twist del faraón
- A Barcelona llegan los olé
- Tientos del Reloj
- Que no te olvido un momento
- No echarle más tierra santa
- Mi corazón dice, dice
- Los iguales para hoy
- Las Campanas de Linares
- Sendas del Viento
- Tesoro de coplas
- Un fandango informativo
- Como las piedras
- Por Dios que me vuelvo loco
- Caminito del olvido
- Piensa ser buena y honrá
- Mi perro amigo
- Dinero y Riquezas
- Aurora
- Que doblen las campanas
- Nana de Jerez
- Vino amargo